# Lubasts
Lubasts este o arie protejată (arie specială de conservare — SAC, sit de importanță comunitară — SCI, arie de protecție specială avifaunistică — SPA) din Letonia întinsă pe o suprafață de 109,47 ha, integral pe uscat.

## Localizare
Centrul sitului Lubasts este situat la coordonatele 55°57′08″N 26°27′01″E / 55.9521°N 26.4504°E.

## Înființare
Situl Lubasts a fost declarat arie de protecție specială avifaunistică în mai 2004 pentru a proteja 25 de specii de animale. Alte tipuri de protecție:
- sit de importanță comunitară (în mai 2004)
- arie specială de conservare (în mai 2004)[1][3][4]

## Biodiversitate
Situată în ecoregiunea boreală, aria protejată conține 3 habitate naturale: Lacuri eutrofice naturale cu vegetație de tip Magnopotamion sau Hydrocharition, Păduri caducifoliate de mlaștină fino-scandinave, Păduri aluvionare cu Alnus glutinosa și Fraxinus excelsior (Alno-Padion, Alnion incanae, Salicion albae).
La baza desemnării sitului se află mai multe specii protejate:
- păsări (22): rață cârâitoare (Anas querquedula), buhai de baltă (Botaurus stellaris), chirighiță neagră (Chlidonias niger), erete de stuf (Circus aeruginosus), erete cenușiu (Circus pygargus), cristeiul de câmp (Crex crex), lebădă de iarnă (Cygnus cygnus), ciocănitoare cu spate alb (Dendrocopos leucotos), ciocănitoare neagră (Dryocopus martius), egretă albă (Egretta alba), muscar (Ficedula parva), codalb (Haliaeetus albicilla), stârc pitic (Ixobrychus minutus), sfrâncioc roșiatic (Lanius collurio), pescăruș mic (Larus minutus), pescăruș râzător (Larus ridibundus), sitar de mâl (Limosa limosa), ferestrașul mare (Mergus merganser), bătăuș (Philomachus pugnax), cresteț pestriț (Porzana porzana), silvie porumbacă (Sylvia nisoria), fluierarul cu picioare roșii (Tringa totanus)
- nevertebrate (3): Dytiscus latissimus, fluturele auriu (Euphydryas aurinia), libelule (Leucorrhinia pectoralis)

Pe lângă speciile protejate, pe teritoriul sitului au mai fost identificate 3 specii de plante, 4 specii de păsări, 14 specii de nevertebrate.